# Werksabnahme
Die Werksabnahme ist die Abnahme eines Produktes noch beim Hersteller (engl. Factory Acceptance Test – FAT). Im Anschluss an die Werksabnahme folgt meist der Site Acceptance Test (SAT) beim Kunden.
Dies kann im Anlagenbau und im Maschinenbau die Abnahme einer Anlage oder Maschine, aber auch beispielsweise Software im Bereich Informationstechnik sein. Die Werksabnahme wird gewöhnlich gemeinsam von Auftraggeber und Auftragnehmer oder deren Bevollmächtigten durchgeführt.
Haben die durchgeführten Prüfungen keine oder nur unbedeutende Mängel ergeben, kann die Maschine abgenommen werden. Sind dagegen erhebliche Mängel festgestellt worden, wird die Werksabnahme nach vorausgehender Nacherfüllung (Mängelbeseitigung) durch den Lieferanten erneut durchgeführt, bis die Mängelfreiheit der Maschine festgestellt ist.
Alternativ dazu liegt es in der Entscheidungsfreiheit des Kunden, die Maschine trotz festgestellter Mängel abzunehmen, wobei in diesem Fall gewöhnlich eine Kompensationsregelung (zum Beispiel Preisnachlass, verlängerte Gewährleistung, kostenlose oder kostenreduzierte Ersatzteilversorgung) getroffen wird.
Alle Schritte der Werksabnahme werden in einem schriftlichen Abnahmeprotokoll festgehalten, welches anschließend von Auftraggeber und Auftragnehmer gemeinsam unterzeichnet wird.
Die Werksabnahme wird in anderen Wirtschaftszweigen, wie der Elektrotechnik analog durchgeführt.
Bei Installation einer Gefahrenmeldeanlage wird bei der Werksabnahme ein Installationsattest ausgestellt.